# Évolution expérimentale
L'évolution expérimentale est une branche de la biologie de l'évolution qui étudie les dynamiques de l'évolution par des expériences ou des manipulations contrôlées sur le terrain ou en laboratoire. L'évolution peut être observée en laboratoire (isolement d'une ou plusieurs espèces en milieu contrôlé) car les populations s'adaptent à de nouvelles conditions environnementales et/ou subissent des changements à cause de processus stochastiques (aléatoires) tels que la dérive génétique. À l'aide d'outils moléculaires modernes, il est possible d'identifier les mutations sur lesquelles la sélection agit et ce qui a provoqué des adaptations, et de comprendre comment ces mutations fonctionnent exactement. À cause du fait qu'un grand nombre de générations est requis pour que l'adaptation ait lieu, l'évolution expérimentale est généralement mise en place avec des micro-organismes tels les bactéries, les levures ou les virus, ou d'autres organismes ayant des taux de génération élevés,,. Cependant, les études de laboratoire sur des renards et des rongeurs (voir plus bas) ont montré que des adaptations remarquables peuvent avoir lieu en seulement 10-20 générations, et des expériences avec des guppies ont permis d'observer des adaptations survenues en des nombres de générations comparables. Plus récemment, des individus ou des populations ayant subi une évolution expérimentale sont souvent analysés grâce au séquençage intégral des génomes,, une approche connue sous le nom de Evolve and Resequence (E&R).

## Historique

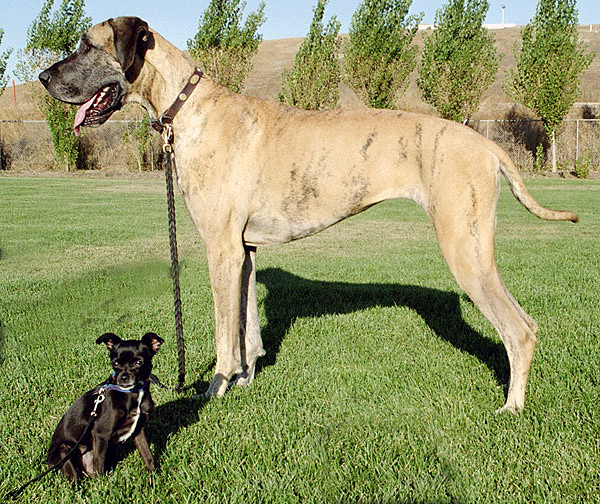
Ce chihuahua bâtard et ce dogue allemand montrent à quel point la gamme de tailles d'élevage créées par la sélection artificielle est large.

### Domestication et élevage
Involontairement, les humains ont fait de l'évolution expérimentale depuis la période de l'Histoire où ils ont commencé à domestiquer des plantes et des animaux. La sélection artificielle des plantes et des animaux a engendré des variétés d'organismes qui diffèrent drastiquement de leurs ancêtres du type sauvage ancestraux. On peut citer en exemple les variétés de chou ou de maïs, ou bien encore le grand nombre de races différentes de chiens. La capacité de l'élevage humain à créer des variétés montrant des différences extrêmes à partir d'une espèce individuelle a déjà été soulevée par Darwin. D'ailleurs, son livre L'Origine des espèces commence sur un chapitre traitant des changements chez les animaux domestiques. Dans ce chapitre, Darwin a en particulier parlé du pigeon :

« On pourrait au total sélectionner au moins une vingtaine de pigeons, et si on les montrait à un ornithologue et qu'on lui disait qu'il s'agissait d'oiseaux sauvages, il les classerait certainement, selon moi, comme une espèce à part entière bien définie. De plus, je ne crois pas qu'un seul ornithologue placerait le voyageur anglais, le gobelet à face courte, le boiteux, le barbillon, le biset et le pigeon-paon dans le même genre ; d'autant plus que, dans chacune de ces races, on pourrait lui montrer des individus appartenant à plusieurs sous-races héritières, ou à plusieurs "espèces" comme il aurait pu les appeler. (...) Je suis absolument convaincu que l'opinion faisant consensus chez les naturalistes est correcte, à savoir qu'ils descendent tous du biset (Columbia livia), ce terme incluant plusieurs races ou sous-espèces, chacune se différenciant des autres dans certains aspects les plus insignifiants. »

— L'Origine des espèces

### Premières expériences

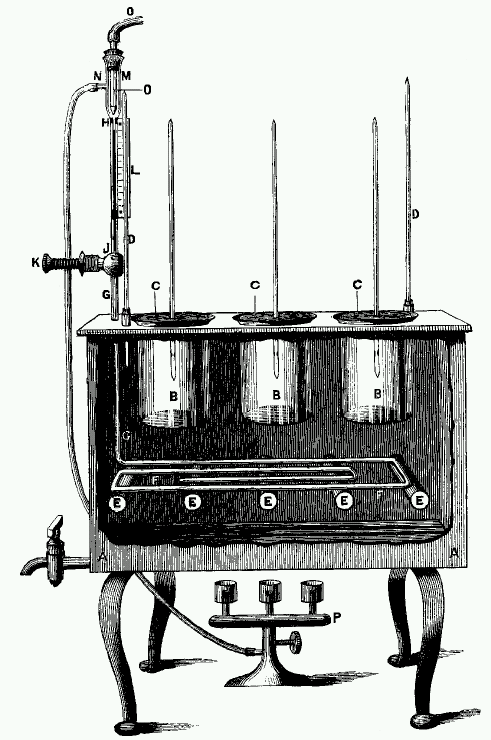
Dessin de l'incubateur utilisé par Dallinger dans ses expériences évolutives.

L'un des premiers à avoir réalisé une expérience d'évolution contrôlée a été William Dallinger. À la fin du XIXe siècle, il a cultivé des petits organismes unicellulaires dans un incubateur construit sur mesure pendant sept ans (1880-1886). Dallinger a augmenté progressivement la température de l'incubateur, passant initialement d'environ 15 °C à 70 °C en fin d'expérience. Les premières cultures ont montré des signes clairs de stress à une température de 23 °C, et n'étaient certainement pas capables de survivre à 70 °C. Les organismes présents dans l'incubateur de Dallinger à la fin de son expérience, en revanche, étaient parfaitement viables à 70 °C. Cependant, ces organismes ne pouvaient plus pousser à la température initiale de 15 °C. Dallinger en a conclu qu'il avait trouvé une preuve d'adaptation darwinienne dans son incubateur, et que les organismes s'étaient adaptés à vivre dans un environnement à haute température. L'incubateur a été accidentellement détruit en 1886, et Dallinger n'a pas pu poursuivre cette ligne de recherche,.
Des années 1880 à 1980, l'évolution expérimentale a été pratiquée de façon intermittente par une certaine variété de biologistes de l'évolution, dont le très influent Theodosius Dobjansky. De même que d'autres types d'expériences scientifiques en biologie évolutive effectuées pendant cette période, la plupart de ces travaux ont manqué de reproduction significative et ont été limitées à des périodes de temps relativement courtes à l'échelle évolutive.

## Aujourd'hui
L'évolution expérimentale a été utilisée sous différentes formes afin de mieux comprendre les processus évolutifs sous-jacents dans un système contrôlé. L'évolution expérimentale a été étudiée sur des eucaryotes uni- comme pluricellulaires, des procaryotes et des virus. Des travaux similaires ont également été réalisés par l'évolution dirigée de gènes individuels codant des enzymes,, des ribozymes et la réplication,.

### Pucerons
Dans les années 1950, le biologiste soviétique Georgy Shaposhnikov a conduit des expériences sur les pucerons du genre Dysaphis. En les transférant sur des plantes habituellement totalement inadéquates pour eux ou presque, il a forcé les populations des descendants parthénogéniques à s'adapter à cette nouvelle source alimentaire jusqu'à un point d'isolement reproductif par rapport aux populations habituelles de la même espèce.

### Drosophiles
L'une des premières expériences de cette nouvelle vague d'expériences utilisant cette stratégie était la "radiation évolutive" en laboratoire de populations de Drosophila melanogaster que Michael R. Rose a commencé en février 1980. Ce système partait de dix populations séparées en deux groupes : cinq cultivées à des âges avancés, et cinq cultivées à des âges précoces. Depuis lors, plus de 200 populations différentes ont été créées au cours de cette radiation en laboratoire, avec une sélection ciblant de nombreux caractères. Certains de ces populations fortement différenciées ont également été sélectionnées "à l'envers" ou "en sens inverse", en faisant retourner des populations expérimentales à leur régime de culture ancestral. Des centaines de scientifiques ont travaillé sur ces populations au cours de la majeure partie des trois dernières décennies. La plupart de ce travail a été résumé dans les publications recueillies au sein du livre Methuselah Flies.
Les premières expériences sur les drosophiles se sont limitées à l'étude des phénotypes, mais les mécanismes moléculaires, c'est-à-dire des modifications dans l'ADN facilitant de tels changements, n'ont pas pu être identifiés. Cela a changé grâce aux techniques de génomique. Par la suite, Thomas Turner a formulé l'approche Evolve and Resequence, et plusieurs études ont utilisé cette approche avec des succès mitigés,. L'une des études d'évolution expérimentales les plus intéressantes a été conduite par le groupe de Gabriel Haddad à l'UC San Diego ; ils ont fait évoluer des drosophiles pour qu'elles s'adaptent à des environnements pauvres en oxygène (hypoxiques). Au bout de 200 générations, ils ont utilisé l'approche E&R afin d'identifier des régions dans le génome qui ont été sélectionnées par la sélection naturelle chez les drosophiles adaptées à l'hypoxie. Des expériences plus récentes ont commencé à suivre des prédictions faites en E&R avec du séquençage de l'ARN et des croisements génétiques. De tels efforts pour combiner l'approche E&R avec des validations expérimentales devraient à terme porter leurs fruits pour l'identification des gènes qui régulent l'adaptation chez les drosophiles.

### Bactéries
Les bactéries ont des temps de génération courts, des génomes faciles à séquencer et une biologie bien connue. Elles sont donc couramment utilisées dans les études d'évolution expérimentale.

#### L'expérience de Lenski surE. coli
L'un des exemples les plus connus d'évolution bactérienne en laboratoire est l'expérience à long terme de Richard Lenski menée sur Escherichia coli. Le 24 février 1988, Lenski a commencé à cultiver douze lignées de E. coli dans des conditions de croissance identiques,. Lorsqu'une des populations a commencé à faire évoluer sa capacité à métaboliser le citrate présent dans le milieu de culture en anaérobiose et a montré une croissance fortement accrue, cela a fourni une observation unique d'évolution en action. L'expérience est toujours en cours, et constitue aujourd'hui l'expérience d'évolution contrôlée la plus longue (en termes de générations) jamais entreprise. Depuis le début de cette expérience, les bactéries ont été cultivées sur plus de 60 000 générations. Lenski et ses collègues publient régulièrement des mises à jour sur l'état de cette expérience.

### Souris de laboratoire

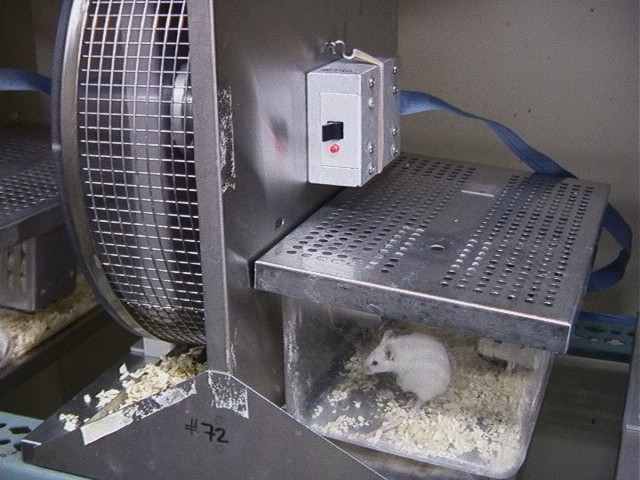
Souris issue de l'expérience de sélection de Garland, avec le dispositif expérimental incluant la roue de course et son compteur de tours.

En 1998, Theodore Garland Jr. et ses collègues ont démarré une expérience à long terme impliquant l'élevage sélectif de souris pour des niveaux élevés d'activité volontaire sur des roues de course. Cette expérience est toujours en cours (plus de 65 générations accomplies). Les souris issues des quatre lignées de réplication "Grands Coureurs" ont évolué pour exécuter près de trois fois plus de tours de roue par jour par rapport aux quatre lignées "contrôle" non sélectionnées de souris, principalement en courant plus vite que les souris "contrôle" plutôt qu'en courant pendant plus de minutes par jour.

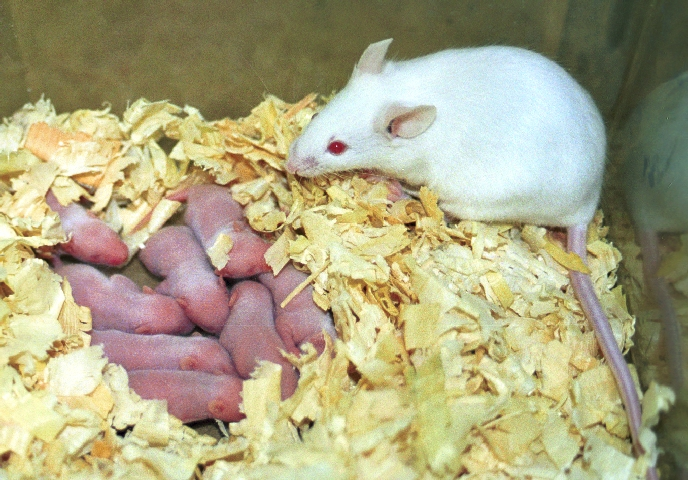
Souris femelle dans sa litière, issue de l'expérience de sélection de Garland.

Les souris GC ont montré une consommation maximale d'oxygène élevée lorsqu'on les a testées sur un tapis de course motorisé. Elles ont également montré des modifications dans le système de la motivation et celui de la récompense dans le cerveau. Les études pharmacologiques indiquent des altérations du système dopaminergique et du système endocannabinoïde. Les lignées GC ont été proposées comme modèles pour étudier le trouble du déficit de l'attention avec ou sans hyperactivité (TDAH), et l'administration de Ritaline réduit leurs niveaux de course approximativement aux mêmes que ceux des souris "contrôle".

### Autres exemples
L'épinoche comprend des espèces marines et d'eaux douces, ces dernières subissant l'évolution depuis le dernier âge glaciaire. Les espèces d'eaux douces peuvent survivre à des températures plus froides. Des scientifiques ont testé si elles pouvaient reproduire cette évolution vers la tolérance au froid en maintenant des épinoches marines en eaux douces froides. Il ne leur a fallu que trois générations pour évoluer jusqu'à atteindre l'amélioration de 2,5 degrés Celsius dans la tolérance au froid, observée chez les épinoches d'eaux douces sauvages.
Des cellules microbiennes, et plus récemment mammaliennes, subissent une évolution en conditions limitantes en nutriments afin d'étudier leur réponse métabolique ainsi que les cellules "ingénieur" pour obtenir de meilleures caractéristiques.

## Dans l'enseignement
Du fait de leurs temps de génération courts, les microbes constituent une opportunité d'étudier la microévolution en cours. Il existe un certain nombre d'exercices impliquant des bactéries et des levures permettant d'enseigner des concepts allant de l'évolution de la résistance à l'évolution de la pluricellularité. Avec l'avènement de la technologie de séquençage nouvelle génération, il est devenu possible pour les étudiants de mener une expérience évolutive, de séquencer des génomes évolués et d'analyser et d'interpréter leurs résultats.